# ハダースフィールド大学
ハダースフィールド大学（英語: University of Huddersfield）は、イギリス、ウェストヨークシャーのハダースフィールドにある国立大学。市街地の中心に近い位置にあり、生徒数は20,000人。学長は俳優のパトリック・スチュワートで元々はマーフィールド出身。イギリスの大学ランキングにおいて、歴史の長い名門校が毎年、ほぼ上位～60位を占める中、大学設立後、僅か約20年で中位（2010年ごろから）にランキングされており、新進気鋭の大学として注目を集めている。ハダースフィールドはまた、2007年のリサーチでヨークシャーにおいて一番質の高い講義とスタッフで1位を獲得した。20人の新任教授を迎え、またリサーチや他事業においてもさらなる発展をしている。

## 概要
大学には約190、大学院は約120のコースがあり、特に最先端のメディア&クリエイティブ分野に力を入れているのが特徴。Creative industryに特化したMBAコースがあるなど、デザイン等製作系の学部とあわせて同産業のマネージメントコースが多種、ビジネススクールに設置されている。

## キャンパス
クイーンズゲート（Queensgate Campus）
ハダースフィールド大学のメインキャンパスは街の中心の南東にあるクイーンズゲートキャンパスである。過去10年間を通し、7000万ポンドを費やし以下のようにキャンパスの開発が進められている。
- 総工費100万ポンドの改築で、スチューデント･センターが2007年11月オープン。1箇所でコンピュータや図書館、キャリア、福祉などの様々なサポートにアクセス可能になる。
- 400万ポンドを費やしたステューデント・ユニオンが2005年にオープンし、学生向けの様々な設備を提供する。
- 新しいドラマ施設が2005年に改築されたミルトン・ビルディングにオープン。

リサイタルホールやエレクトロ・アコースティック・リサーチスタジオ、新しいアート&デザインスタジオやレコーディング施設などを備えたクリエイティブ・アート・ビルディングが2008年にオープン。エリザベス2世女王とエディンバラ公が2007年5月に大学を訪れ、クリエイティブ・アート・ビルディングの礎石の除幕式を行った。 
オールダム（University Campus Oldham）
オールダムキャンパスは、グレーター・マンチェスターのオールダムに2005年5月にオープンした。このキャンパスではアート・ルーム、マルチメディアルーム、ドラマスタジオ、レクチャーシアターやIT施設、リソース･センターなどもある。大学センター開発の第2段階として、総工費500万ポンドの工事を行った。新しいビルディングには建築テクノロジーやインテリアデザイン、パフォーマンス、テクニカルシアター、マルチメディア、ジャーナリズムといった分野の施設が竣工されている。2006年11月に初の卒業式がオールダムのクイーン・エリザベス・ホールにて行われた。
バーンズリー（University Campus Barnsley）
バーンズリーキャンパスはサウス・ヨークシャーのバーンズリーに位置し、2005年オープンした。キャンパスには音楽やアート&デザイン、ジャーナリズム、メディアプロダクションのための施設が多くある。ビルディングではワイヤレスシステムが使え、またビデオカンファレンス、ウェブキャスティングなども可能。初の卒業式は2006年11月にバーンズリー･タウン･ホールで行われ、学長のパトリック・ステュワートが出席。著名クリケット・プレイヤーのダレン・ゴフに名誉学位が贈呈された。
インターナショナル・スタディ・センター（International Study Centre）
ハダースフィールド大学のインターナショナル・スタディ・センターは語学学校のスタディ・グループによって管理されている。このセンターで所定のコースを修了した留学生は大学学部に進学できる。

## 歴史
大学の歴史は、サイエンス&メカニックインスティチュートが1825年に創立したころに遡ることができる。
重要な日付
- 1799 - 1882　フレデリック・シュワン（Frederic Schwann）
- 1841 - 1844　ヤング・メンズ・メンタル・インプルーブメント・ソサエティ
- 1844 - 1884　メカニックス・インスティチューション設立
- 1846 - 1883　フィーメール・エデュケーション・インスティテュート設立
- 1883 - 1883　ニュー・テクニカル・スクールホールズ・エキシビジョン
- 1884 - 1896　テクニカル・スクール&メカニックス・インスティチューション
- 1896 - 1958　同上がテクニカルカレッジになる
- 1958 - 1970　同上がカレッジ･オブ･テクノロジーになる
- 1970 - 1992　同上がハダースフィールド･ポリテクニックになる
- 1992 – present　ハダースフィールド大学

学長（Chancellor） - 2003年10月、アーネスト･ホール前学長の代わりに、パトリック・ステュワートが学長に就任することが発表された。ステュワートは毎年、ハダースフィールドで一定数の卒業式に出席する。ステュワートは2007年11月にハダースフィールドのキャンパスにスチューデントセンターをオープンさせた。

## 主な出身者
oliver sykes